# Да докоснеш звезда II
„Да докоснеш звезда II“ (на испански: Alcanzar una estrella II) е мексиканска теленовела, създадена от Карлос Енрике Агилар и Карлос Диес, режисирана от Марко Флавио Крус и Маноло Гарсия, и продуцирана от Луис де Яно Маседо за Телевиса през 1991 г. Продължение е на теленовелата Да докоснеш звезда от 1990 г.
В главните роли са Саша Сокол, Рики Мартин, Ерик Рубин, Биби Гайтан и Педро Фернандес, а в отрицателната - Анхелика Ривера. Специално участие вземат Едуардо Капетийо и Мариана Гарса, които изпълняват главните роли в предишната част.

## Сюжет
Едуардо призовава всички младежи от Мексико да се явят на кастинг за членове за новата музикална група, която сформира – „Хартени кукли“, но в последния момент, отмени всичко, за да придружи любимата си Лорена на световното ѝ турне. Групата, съставена от Джесика, Силвана, Маримар, Пабло, Мигел Анхел и Хорхе, решава да се развива без Едуардо. Младежите са амбицирани да покорят музикалната сцена и да постигнат славата, която винаги са жадували. Епизодите разглеждат много проблеми, пред които е изправена съвременната младеж.

## Актьори
Част от актьорския състав:
- Саша Сокол – Джесика Ласкурайн Конти
- Рики Мартин – Пабло Лоредо Муриел
- Анхелика Ривера – Силвана Велес
- Ерик Рубин – Мигел Анхел Кастеяр
- Биби Гайтан – Мария дел Мар „Маримар“ Перес
- Педро Фернандес – Хорхе Пуенте
- Хосе Алонсо – Леонардо Ласкурайн
- Силвия Паскел – Паулина Муриел де Лоредо
- Ото Сирго – Алехандро Лоредо
- Едуардо Паломо – Габриел Лоредо Муриел
- Габриела Голдсмит – Кристина Карийо
- Анхелика Рувалкаба – Аурора Руеда
- Оскар Травен – Роке Ескамия
- Луис Баярдо – Густаво Руеда
- Лорена Рохас – Сара дел Рио
- Ернесто Яниес – Мартин Негрете
- Едуардо Капетийо – Едуардо Касабланка
- Мариана Гарса – Лорена Гайтан Рока
- Марисол Сантакрус – Стейси
- Давид Остроски – Роберто Урибе

## Премиера
Премиерата на Да докоснеш звезда II е на 21 януари 1991 г. по Canal de las Estrellas. Последният 100. епизод е излъчен на 7 юни 1991 г.

## Версии
- През 1990 г. е създадена теленовелата Да докоснеш звезда, която предхожда настоящата.
- През 1992 г. е създаден игралният филм Más que alcanzar una estrella.

## Награди и номинации
Награди TVyNovelas 1992
| Категория                          | Номинация | Резултат |
| ---------------------------------- | --------- | -------- |
| Най-добър актьор в поддържаща роля | Ото Сирго | Печели   |